# Alpha Lupi
α Lupi (Alpha Lupi) ist ein Stern im Sternbild Wolf. Alpha Lupi hat eine scheinbare Helligkeit von 2,3 mag und gehört der Spektralklasse B1.5 III an. Er gehört damit zu den 100 hellsten Sternen am Nachthimmel.
Andere Namen: Men, Kakkab.